# Бибин свијет
Бибин свијет (хрв. Bibin svijet) је хрватска хумористична ТВ серија, емитована од 2006. до 2011. године на РТЛ Телевизији. 

## Радња
Мали маркет мешовитом робом је место на ком раде касирка Биба Фрук и њене колеге Ђурђа, Миливој, Владо и њихов шеф господин Пишкорић. Упркос њиховом великом труду, нешто увек крене по злу. Иако се Бибин живот не разликује од живота других (кућа-посао-кућа), њени дани су пуни комичних ситуација и невоља у које упадне због свог дугог језика и слободног духа. Ипак на крају се све заврши добро. Једна ствар је сигурна - Бибин свијет је серија пуна обичних људи који се нађу у необичним ситуацијама.

## Занимљивости
- Серија је хрватска верзија немачке телевизијске серије Ритин свет по лиценци РТЛ телевизије.[1]
- 10. марта 2009. године РТЛ телевизија је приказала прву епизоду четврте сезоне. Осталих 15 епизода те сезоне приказане су тек на јесен 2010. године.
- Јанко Ракош, који је тумачио лик Мартина, напустио је серију након треће сезоне. У четвртој сезони заменио га је Свен Шестак који се претходно појавио као гостујућа улога Морис у другој епизоди треће сезоне.
- Према истраживању АБГ Плуса, Бибин свијет је најгледанија хумористична ТВ серија у Хрватској 2008. године[2].
- У серији се као гостујуће улоге појавило осамдесетак глумаца и певача.
- Последња епизода прве сезоне серије је заправо пилот епизода серије. У тој епизоди се не појављује Душка Јурић, нити се спомиње њен лик Сандре.
- Глумица Славица Кнежевић дорађивала је свој текст за лик Ђурђе Хрковић и учествовала у креирању њених најпознатијих реплика.[3]

## Улоге
| Глумац                  | Улога               |
| ----------------------- | ------------------- |
| Ана Бегић               | Бисерка "Биба" Фрук |
| Јанко Ракош Свен Шестак | Мартин Фрук         |
| Жељко Дувњак            | Јанко Пишкорић      |
| Славица Кнежевић        | Ђурђа Хрковић       |
| Амар Буквић             | Миливој Бабић       |
| Матија Јакшековић       | Владо Крунчић       |
| Душка Јурић             | Сандра Фрук         |
| Валдемар Кушан          | Дарко Фрук          |
| Енес Вејзовић           | Горан               |

## Епизоде
| Сезона | Сезона | Епизоде | Епизоде | Оригинално емитовање | Оригинално емитовање |
| Сезона | Сезона | Епизоде | Епизоде | Премијера            | Финале               |
| ------ | ------ | ------- | ------- | -------------------- | -------------------- |
|        | 1.     | 11      | 11      | 18. април 2006.      | 27. јун 2006.        |
|        | 2.     | 20      | 20      | 5. децембар 2006.    | 17. април 2007.      |
|        | 3.     | 25      | 25      | 24. април 2007.      | 11. децембар 2007.   |
|        | 4.     | 16      | 16      | 18. септембар 2010.  | 15. јануар 2011.     |